# 우혜미
우혜미(1988년 4월 6일 ~ 2019년 9월 21일)는 예명 미우 (MIWOO)로 활동한 대한민국의 가수이다.
2019년 자택에서 사망하였으며, 공식적인 사망원인은 밝혀지지 않았으나 자살로 추정되었다. 장지는 하남시 시립 납골당 마루공원이다.

## 음반 목록

### 싱글
- "못난이 인형" (2015)

### 참여 음반
- "Stand Up For You" (2012, The Voices - The Voice Of Korea Collaboration Project)
- "걱정마쇼" (2013, 배치기 Part.2)
- "술잔을 비우고" (2013, 써니사이드)
- "멋진 남자" (2014, 슈퍼쾌남)
- "Bucket List" (2015, 딥플로우)
- "총파업지지가" (2015, 사이)
- "주마등" (2015, 리쌍)
- "SHIPAPA" (2015, 개리 2002)
- "바람이나 좀 쐐" (2015, 개리 2002)